# Świeniec
Świeniec (lit. Švenčius) − wieś na Litwie, zamieszkana przez 47 ludzi, w gminie rejonowej Soleczniki, 5 km na południowy zachód od Solecznik Wielkich.